# Asahi Haga
Asahi Haga (født 30. juli 2000) er en japansk fodboldspiller.
Han har spillet for flere forskellige klubber i sin karriere, herunder FC Tokyo.